# 矢不来信号場

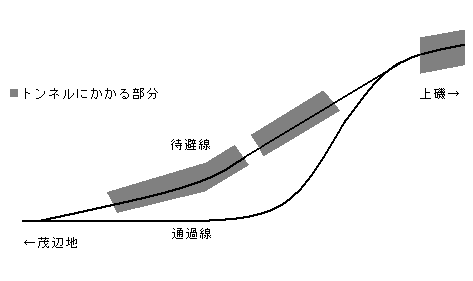
構内配線図

矢不来信号場（やふらいしんごうじょう）は、北海道北斗市館野（だての）にある道南いさりび鉄道線の信号場。上磯駅 - 茂辺地駅間（茂辺地駅から3.3kmの位置）にある。

## 歴史
- 1990年（平成2年）6月4日：北海道旅客鉄道（JR北海道）江差線（津軽海峡線）の列車増発に対応するため、交換箇所を増やす目的で開設[1][2]。
- 2016年（平成28年）3月26日：北海道新幹線 新青森駅 - 新函館北斗駅間開通に伴い、当信号場を含む江差線の五稜郭駅 - 木古内駅間がJR北海道から経営分離され、道南いさりび鉄道に移管。

### 信号場名の由来
当信号場の南側に所在する矢不来地区の名称は、アイヌ語の「ヤンケナイ」（陸に揚げる川≒陸揚げ場）に東北弁で「矢が来（け）ない」という言葉を当て、「矢不来」とし、後年音読みされるようになったとされる。

## 構造
線路は交換用の2本のみで、いずれも電化されている（交流20,000V・50Hz）。一線スルー式の線路配置で、待避線の一部が第一矢不来トンネル・第二矢不来トンネルになっている。基本的に列車交換がない場合は、上下線共海側の岩石覆いの下を通過する。列車交換及び追い抜きがある場合は、トンネル側の線路に入り列車の待ち合わせを行う。

## 周辺
- 国道228号
- 函館バス「矢不来」停留所

## 隣の駅
道南いさりび鉄道
■道南いさりび鉄道線
茂辺地駅 (sh06) -  矢不来信号場 - 上磯駅 (sh07)